# San Giovanni d’Asso
San Giovanni d’Asso ist ein Ortsteil (Fraktion, italienisch frazione) von Montalcino in der Provinz Siena, Region Toskana in Italien.

## Geografie
Der Ort liegt in der Landschaft der Crete Senesi kurz nördlich des Val d’Orcia und erstreckt sich über 66 km². Er liegt etwa 10 km nordöstlich des Hauptortes Montalcino, 30 km südöstlich der Provinzhauptstadt Siena und ca. 80 km südöstlich der Regionalhauptstadt Florenz bei 310 m. Der Namenszusatz d’Asso bezieht sich auf das den Ort durchlaufenden Flüsschen Asso, der 12 seiner 38 km hier verbringt. Weitere wichtige Gewässer im Gemeindegebiet sind die Torrenti Serlate (8 von 18 km im Gemeindegebiet) und Trove (6 von 16 km). Der Ort liegt in der klimatischen Einordnung italienischer Gemeinden in der Zone D, 1 873 GG.
Zu dem Ort gehören die Weiler Lucignano d’Asso, Montelifrè, Monterongriffoli (276 m, ca. 10 Einwohner) und Vergelle. 

## Geschichte
Erstmals erwähnt wurde der Ort durch die Kirche San Pietro in Villore im Jahre 714. Das Castello (Burg) ist seit dem 12. Jahrhundert bekannt. 1151 gehörte der Ort zum Grafen Paltonieri di Forteguerro, der unter der Herrschaft von Siena stand, danach ging er an die Ardengheschi über. 1256 kaufte Orlando Buonsignori die Burg. Am Anfang des 14. Jahrhunderts gelangten die Salimbeni an die Macht. Nach den Pannilini übernahm die Republik Siena in der Mitte des 15. Jahrhunderts die Herrschaft im Ort. Zum 1. Januar 2017 fusionierte der Ort mit der Nachbargemeinde Montalcino, der Ortsname Montalcino blieb bestehen.

## Sehenswürdigkeiten

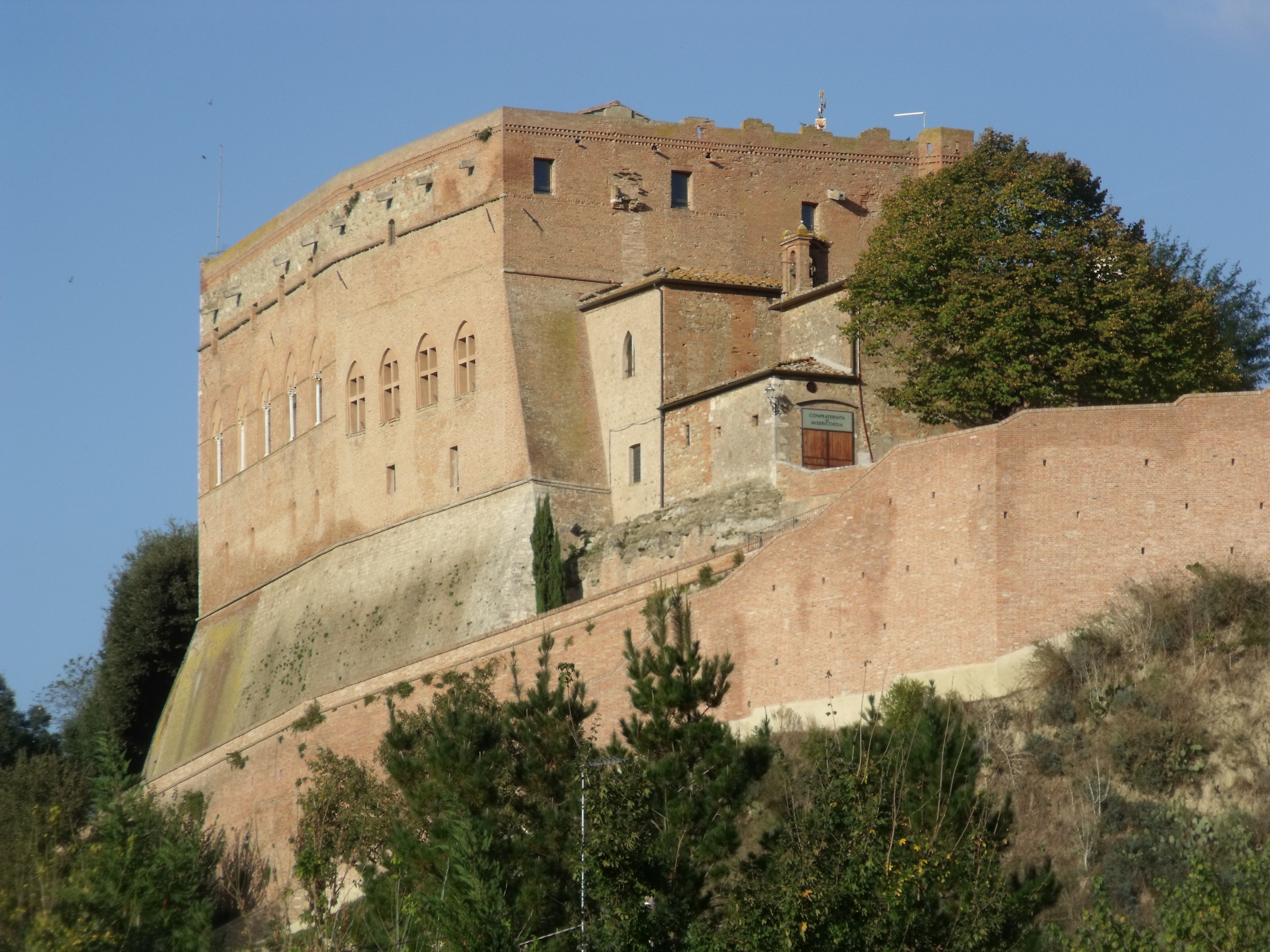
Die Burg von San Giovanni d’Asso, von Süden gesehen

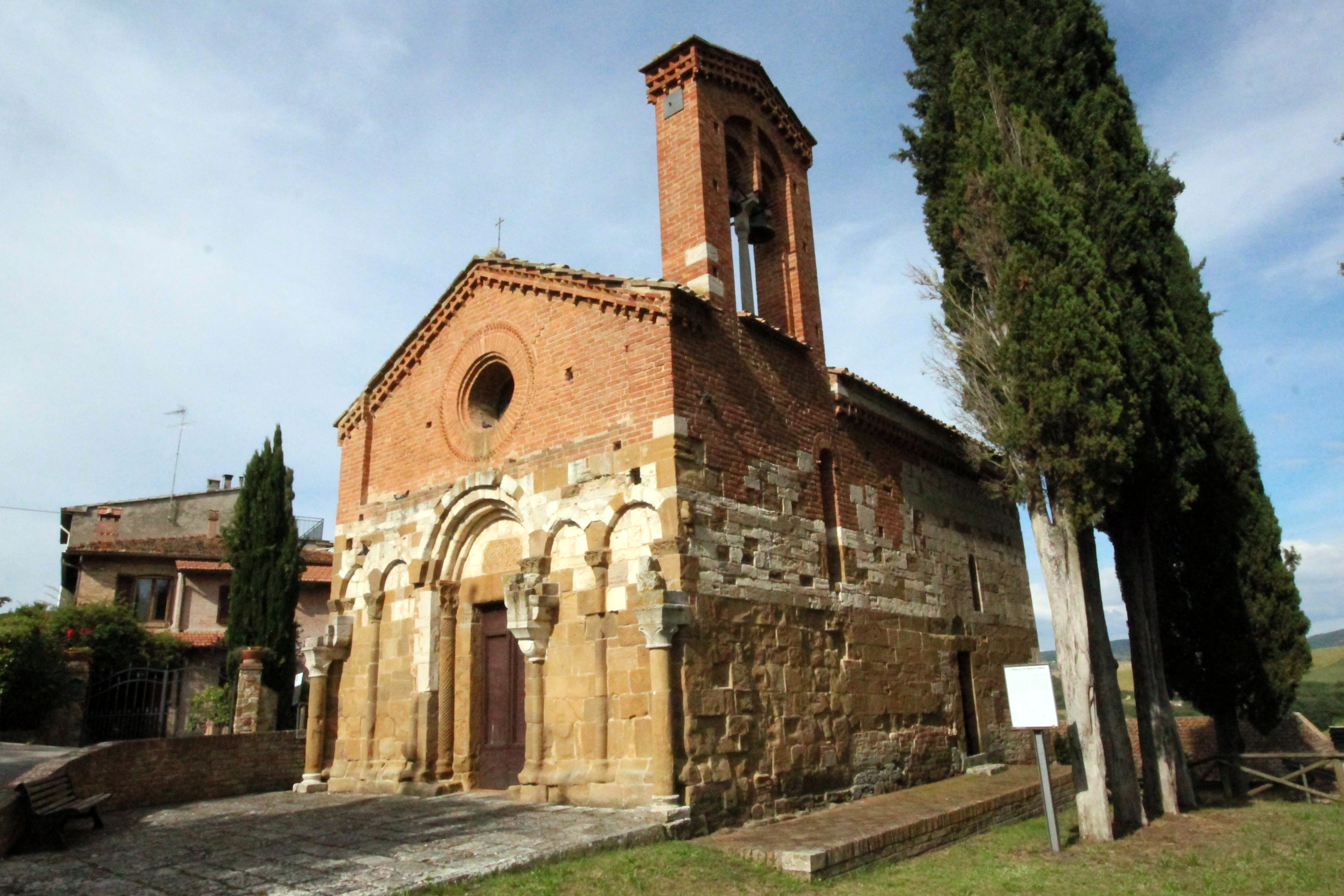
Die Kirche Chiesa di San Pietro in Villore in San Giovanni d’Asso nahe dem Kastell

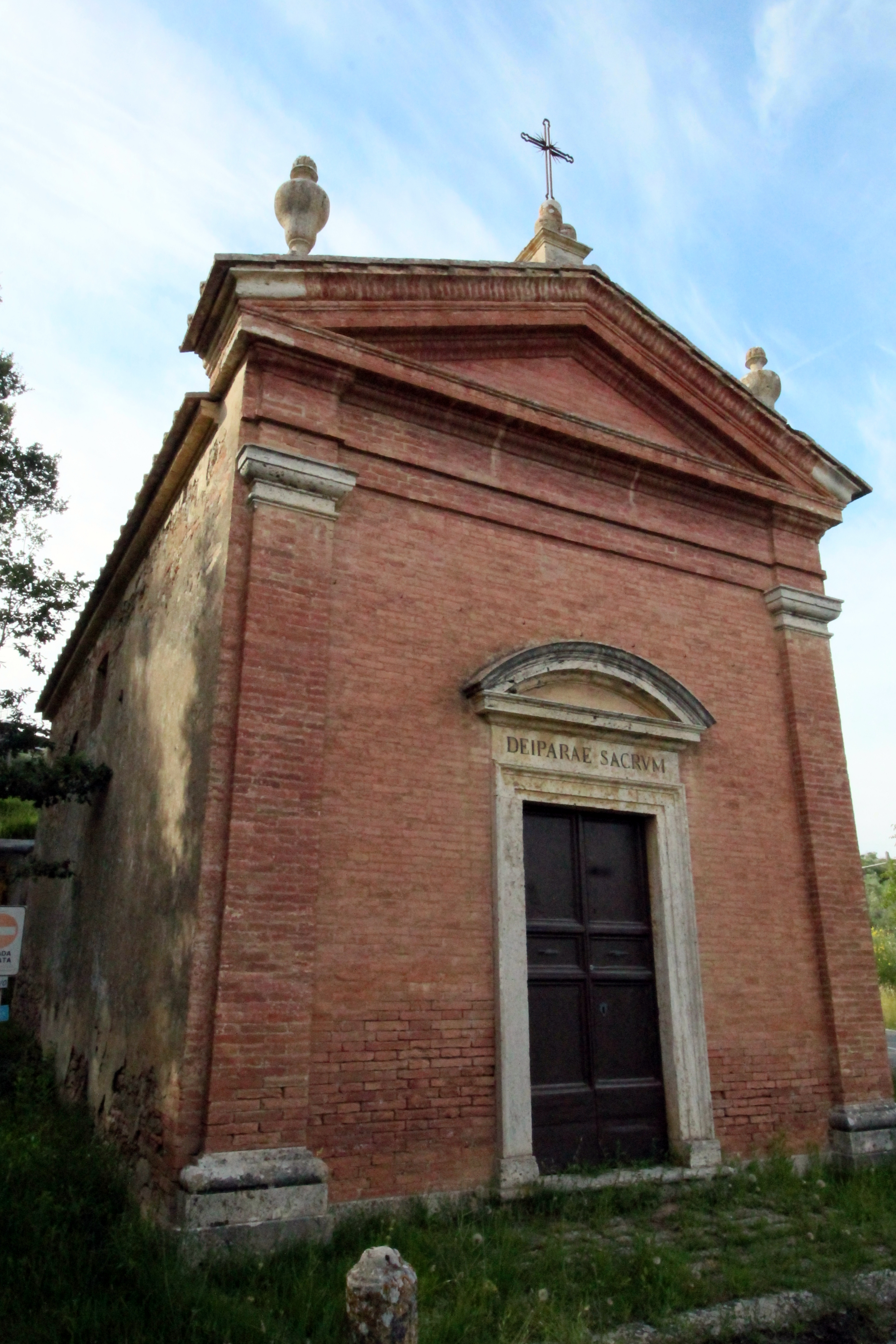
Die Kirche Madonna del Tribbio (Santa Maria delle Grazie)

- Chiesa di San Pietro in Villore, erstmals 714 erwähnte Kirche im Ortskern nahe dem Kastell.[5]
- Pieve di San Giovanni Battista, im 14. Jahrhundert entstandene Pieve im Ortskern.[5]
- Chiesa della Madonna del Tribbio (auch Santa Maria delle Grazie), Kirche kurz außerhalb des Ortskern in Richtung Asciano. Enthielt früher das Werk Trittico della Madonna col Bambino e i santi Pietro e Paolo (150 cm × 146 cm)[7] von Ugolino di Nerio, welches sich heute in den Uffizien in Florenz befindet.
- Museo del Tartuffo, Trüffelmuseum im Castello di San Giovanni im Ortskern.[8]
- Pieve di Santa Maria a Pava, Pieve, die ca. 1 km südlich des Hauptortes liegt. Die Pieve wurde bereits im 8. Jahrhundert erwähnt und enthält eine Lünette  mit dem Fresko Madonna col Bambino e due santi aus dem frühen 14. Jahrhundert.[5]
- Pieve di San Pietro a Pava, ehemalige und heute nicht mehr vorhandene Pieve nahe der Pieve di Santa Maria. Wird seit 2004 für archäologische Grabungen (Scavo archeologico di Pava) genutzt.[9]
- Pieve di Santa Maria a Salti, Pieve, die ca. 3 km südwestlich des Hauptortes Richtung Buonconvento liegt. Wurde bereits im 8. Jahrhundert erwähnt.[10]
- Chiesa di San Biagio, bereits 1278 erwähnte Kirche in Lucignano d’Asso. Wurde 1751 nach einem Erdbeben wieder neu aufgebaut.[5]
- Chiesa della Compagnia del Santissimo Rosario, Kirche aus dem 17. Jahrhundert in Lucignano d’Asso.[5]
- Chiesa di San Lorenzo, Kirche in Monterongriffoli.
- Chiesa di San Lorenzo, Kirche in Vergelle aus dem 12. Jahrhundert. Der rechte Altar enthält das Werk Madonna del Rosario, wobei das Original von Arcangelo Salimbeni, das 1580 entstand, sich heute im Museo diocesano di Pienza (Saal 7) befindet.[5]
- Castel Verdelli, zweiteiliges Kastell aus dem 14. (Palast) und 15. Jahrhundert (Südteil) an der Straße nach Vergelle.[11]
- Castello di Montelifrè, Burgruine in Montelifrè. War im 13. Jahrhundert lange im Besitz der Familie Scialenghi-Cacciaconti.[12]